# ارنو راپی
اِرنو راپی (مجاری: Ernö Rapée) یک نوازنده پیانو، آهنگساز، موسیقی‌دان، تنظیم‌کننده و رهبر ارکستر مشهور آمریکایی-مجارستانی بود.
او را یکی از پرکارترین رهبران ارکستر سمفونی در نیمهٔ اول قرن بیستم می‌دانند که تا مدت‌ها رهبر «ارکستر سمفونی ریدیو سیتی»، واقع در تالار موسیقی رادیو سیتی نیویورک بود.
اِرنو چند سالی در آغاز فعالیت‌های حرفه‌ای‌اش، دستیار «ارنست فون شوخ» و «هیوگو ریزنفلد» بود.

## گزیدهٔ فیلم‌شناسی
- انگلیسی باستان (۱۹۳۰)
- مردی که می‌خندد (۱۹۲۸)
- ۴ ابلیس (۱۹۲۸)
- سیر در عرش (۱۹۲۷)
- طلوع: آواز دو انسان (۱۹۲۷)
- افتخار دیگر ارزشی ندارد (۱۹۲۶)
- نرون (۱۹۲۲)